# Liste des voies de Rennes
Cet article recense les voies de Rennes, en France.

## Liste

### A
- Allée Abbé-Alphonse-Jarry
- Rue Abbé-Henri-Grégoire
- Rue Abbé-Huet
- Rue de l'Abbé-Lemire
- Rue Abbé-Nicolas-Trublet
- Rue de l'Abreuvoir
- Allée des Açores
- Allée Adèle-de-Bretagne
- Allée Adolphe-Bobierre
- Rue Adolphe-Leray
- Allée Adolphe-Orain
- Rue Adolphe-Touffait
- Allée Adrienne-Bolland
- Parvis Agnès-Varda
- Chemin Agricol-Perdriguier
- Rue d'Aiguillon
- Rue Aimée-Antignac
- Rue Alain-Bouchart
- Square Alain-Fergent
- Rue Alain-Gerbault
- Boulevard Albert-1er
- Rue Albert-Aubry
- Place Albert-Bayet
- Rue Albert-Briand
- Boulevard Albert-Burloud
- Rue Albert-Camus
- Rue Albert-Gérard
- Square Albert-Gorgiard
- Allée Albert-Jugon
- Square Albert-Luthuli
- Rue Albert-Martin
- Rue Albert-de-Mun
- Square Albert-Schweitzer
- Rue Albert-Thomas
- Cité d'Aleth
- Rue Alexandra-David-Néel
- Rue Alexandre-Duval
- Square Alexandre-Fleming
- Rue Alexandre-Lefas
- Square Alexandre-Lefas
- Rue Alexandre-Provost
- Rue Alexandre-Ribot
- Boulevard Alexis-Carrel
- Square Alexis-Le-Strat
- Allée Alexis-Marie-Rochon
- Rue Alfred-Lavanant
- Rue Alfred-de-Musset
- Allée Aline-Landais
- Cours des Alliés
- Rue de l'Alma
- Rue Alphonse-Chérel
- Rue Alphonse-Guérin
- Rue Alphonse-Nonclercq
- Rue d'Alsace
- Square d'Alsace
- Rue Ambroisine-Garnier-Leray
- Square Amiral-André-Roux
- Rue Amiral-Courbet
- Rue Amiral-Gaspard-de-Coligny
- Allée d'Amsterdam
- Rue Anatole-France
- Rue Anatole-Le-Braz
- Rue d'Andorre
- Allée André-Chénier
- Square André-Desbois
- Rue André-Désilles
- Rue André-Gallais
- Rue André-Gide
- Avenue André-Malraux
- Avenue André-Mussat
- Rue André-Pailheret
- Rue André-Percerou
- Rue André-Rouault
- Rue André-Trasbot
- Rue André-et-Yvonne-Meynier
- Allée André-Marie-Talvas
- Rue Andrée-Récipon
- Avenue Andrée-Viollis
- Rue Ange-Blaize
- Rue Angèle-Vannier
- Allée Angélique-du-Coudray
- Rue d'Angleterre
- Rue de l'Angoumois
- Square Anjela-Duval
- Boulevard d'Anjou
- Square d'Anjou
- Allée Annaig-Renault
- Mail Anne-Catherine
- Square Anne-Marie-Tanguy
- Rue Antoine-Becquerel
- Square Antoine-de-Condorcet
- Rue Antoine-Joly
- Passage Antoinette-Caillot
- Rue d'Antrain
- Écluse d'Apigné
- Rue d'Arcadie
- Rue d'Argentré
- Avenue Aristide-Briand
- Rue d'Armagnac
- Rue Armand-Barbès
- Rue Armand-Herpin-Lacroix
- Rue Armand-Rébillon
- Square Armand-de-la-Rouerie
- Boulevard d'Armorique
- Cours d'Arnhem
- Rue d'Arradon
- Rue de l'Arsenal
- Rue Arthur-Fontaine
- Rue des Artificiers
- Villa d'Artois
- Rue des Arts
- Allée d'Arzano
- Place Assia-Djebar
- Allée des Asturies
- Rue d'Athènes
- Allée d'Audierne
- Rue Auguste-Blanqui
- Rue Auguste-Chilou
- Rue Auguste-Comte
- Square Auguste-Dupouy
- Allée Auguste-Pavie
- Rue Auguste-Pavie
- Rue Auguste-Scheurer-Kestner
- Allée Auguste-Louis-Jobbé-Duval
- Rue Aurélie-Nemours

### B
- Rue Bahon-Rault
- Parc des Balkans
- Place de la Baltique
- Place du Banat
- Rue Bara
- Rue Barbara
- Rue Barbey-d'Aurevilly
- Rue de la Barbotière
- Rue de la Barre-Thomas
- Rue Barthélémy-Pocquet
- Place du Bas-des-Lices
- Rue de la Bascule
- Avenue de la Bataille-Flandres-Dunkerque
- Allée du Bâtiment
- Chemin de Baud
- Square de Baud
- Rue Baudelaire
- Rue Baudrairie
- Rue Baudri-de-Bourgueil
- Rue du Béarn
- Rue Beaugeard-Lancelot
- Allée de Beaulieu
- Rue Beaumanoir
- Rue Beaumarchais
- Boulevard de Beaumont
- Allée Beethoven
- Rue de Bel-Air
- Rue de Belfort
- Rue de Belgique
- Rue de la Bellangerais
- Rue de Belleville
- Rue de Bellevue
- Rue Benjamin-Franklin
- Allée Bernard-Josse
- Rue Bernard-Palissy
- Rue Bernard-Salmon
- Allée de Berne
- Square du Berry
- Rue Berthe-Morisot
- Rue Berthe-Savery
- Rue de Bertrand
- Allée Bertrand-Robidou
- Rue Bertrand-Robidou
- Rue Bigarré
- Rue du Bignon
- Rue Bigot-de-Préameneu
- Cours de Bilbao
- Allée de Binic
- Rue de la Binquenais
- Place Bir-Hakeim
- Allée Bisson
- Rue Blaise-Pascal
- Rue du Blavet
- Rue de la Bletterie
- Rue du Bobéril
- Cours de Bohême
- Chemin du Bois-Harel
- Route du Bois-Harel
- Allée du Bois-d'Ibarre
- Avenue du Bois-Labbé
- Rue du Bois-Perrin
- Square du Bois-Perrin
- Rue du Bois-Rondel
- Rue Boisgelin-de-Cucé
- Rue de Bonne-Nouvelle
- Pré des Bonnets-Rouges
- Rue de la Borderie
- Square de Bosnie
- Rue du Bosphore
- Rue du Boug
- Rue de la Boulais
- Rue Boulay-Paty
- Rue du Bourbonnais
- Rue Bourde-de-la-Rogerie
- Rue de la Bourdonnaye
- Rue du Bourg-l'Évesque
- Villa du Bourg-l'Évesque
- Rue du Bourg-Nouveau
- Rue Bourgault-Ducoudray
- Rue de Bourgogne
- Allée de la Bourgonnette
- Square de Bragance
- Rue du Breil
- Avenue de Bréquigny
- Rue de Brest
- Place de Bretagne
- Rue de Brilhac
- Rue Brindejonc-des-Moulinais
- Rue Brizeux
- Allée de Brno
- Rue de Brocéliande
- Rue Brossay-Saint-Marc
- Rue Bruté-de-Rémur
- Rue de Buféron
- Rue Buffon
- Boulevard de Bulgarie
- Avenue des Buttes-de-Coësmes

### C
- Rue de la Caliorne
- Place du Calvaire
- Rue Camille-Desmoulins
- Allée Camille-Godet
- Rue Camille-Le-Mercier-d'Erm
- Rue Camille-Pelletan
- Rue Camille-Saint-Saëns
- Avenue du Canada
- Rue du Canal
- Allée de Cancale
- Rue du Capitaine-Alfred-Dreyfus
- Rue Capitaine-Gaston-Duché-de-Bricourt
- Rue Capitaine-Maignan
- Rue du Cardinal-Charost
- Rue Cardinal-Paul-Gouyon
- Rue Cardinal-Roques
- Square de Carélie
- Rue Carle-Bahon
- Passage des Carmélites
- Rue des Carmes
- Rue Carnot
- Rue des Carpates
- Rue de la Carrière
- Rue du Cartage
- Carrefour de la Cathédrale
- Rue Cécile-Brunschvicg
- Rue Célestin-Picoux
- Allée César-Franck
- Allée des Cévennes
- Rue des Chalais
- Place du Champ-Jacquet
- Rue du Champ-Jacquet
- Rue du Champ-de-la-Justice
- Esplanade du Champ-de-Mars
- Rue du Champ-de-l'Orme
- Allée du Champ-de-la-Vigne
- Rue du Champ-Dolent
- Square de Champagne
- Rue Champion-de-Cicé
- Route des Champs-Rôtis
- Rue du Chanoine-Brune
- Allée Chanoine-Louis-Raison
- Allée Chantal-Connan
- Ruelle aux Chapeliers
- Rue du Chapitre
- Avenue Chardonnet
- Rue Charles-Beslay
- Rue Charles-Bougot
- Rue Charles-Chassé
- Allée Charles-Collin
- Rue Charles-Demange
- Rue Charles-Duclos
- Square Charles-Dullin
- Allée Charles-d'Espinay
- Esplanade Charles-de-Gaulle
- Rue Charles-de-Kergariou
- Rue Charles-Laurent
- Rue Charles-Le-Goffic
- Rue Charles-Müller
- Rue Charles-et-Paul-Géniaux
- Boulevard Charles-Péguy
- Avenue Charles-et-Raymonde-Tillon
- Allée Charles-Vanel
- Square Charles-Hercule-de-Keranflec'h
- Rue Charles-Marie-Widor
- Rue du Chasseur-8
- Quai Chateaubriand
- Rue de Châteaudun
- Rue de Châteaugiron
- Rue Châteaurenault
- Rue de Châtillon
- Rue de la Chaussée
- Rue du Chemin-Vert
- Allée de Chevré
- Rue des Chevrons
- Boulevard de Chézy
- Rue Chicogné
- Rue Christian-Bernon
- Rue Christine-de-Pisan
- Place du 50e-d'Artillerie
- Rue Claude-Bernard
- Allée Claude-Debussy
- Rue Clémence-Royer
- Boulevard de Cleunay
- Rue de Clisson
- Rue du Clos-Courtel
- Allée du Clos-Pilet
- Rue du Clos-Simon
- Square des Cloteaux
- Rue Clotilde-Vautier
- Rue de la Cochardière
- Rue de Coëtlogon
- Rue de Coëtquen
- Allée de Coïmbra
- Rue Colette
- Allée Colette-Cosnize
- Square des Collines
- Square de Colmar
- Place des Colombes
- Boulevard du Colombier
- Place du Colombier
- Square du Colombier
- Rue du Colonel-Driant
- Rue Colonel-Péchot
- Square du Colonel-Rémy
- Allée de Combourg
- Rue du Commandant-Anjot-dit-Bayard
- Rue Commandant-Charcot
- Square Commandant-Christian-Dutertre
- Place de la Communauté
- Allée de Concarneau
- Square de Condate
- Rue des Conrois
- Square Constant-Margueritte
- Rue Constant-Véron
- Square de Copenhague
- Rue de Corbin
- Rue de la Cordelière
- Rue Corentin-Carré
- Rue de Corinthe
- Avenue de Cork
- Allée du Cormier
- Square du Cormier
- Rue Cornic
- Passage du Couëdic
- Rue Coulabin
- Résidence de la Courrouze
- Rue de la Courrouze
- Rue Courteline
- Rue Coutanceau
- Allée Coysevox
- Allée de Cracovie
- Rue de Cracovie
- Rue de la Crèche
- Rue de Crète
- Allée de Croatie
- Rue de la Croix-Carrée
- Rue de la Croix-Herpin
- Allée de la Croix-des-Hêtres
- Rue de la Croix-Rouge
- Route de la Croix-Esnault
- Avenue de Cucillé

### D
- Rue des Dames
- Allée du Danemark
- Rue Danton
- Rue de Dantzig
- Square du Dauphiné
- Ruelle Degland
- Rue de Delphes
- Rue Denis-et-Eugène-Buhler
- Rue Denis-Papin
- Rue Derval
- Rue Desaix
- Allée Descartes
- Rue Descartes
- Rue Diderot
- Rue de Dinan
- Rue du 19-Mars-1962
- Rue du 10e-d'Artillerie
- Rue Django-Reinhardt
- Square Docteur-Arthur-Quentin
- Rue du Docteur-Aussant
- Rue du Docteur-Baderot
- Rue Docteur-Bertheux
- Rue Docteur-Calmette
- Rue Docteur-Delacour
- Rue Docteur-Dordain-et-ses-Fils
- Square du Docteur-Fernand-Jacq
- Rue Docteur-Ferrand
- Rue Docteur-Francis-Joly
- Square du Docteur-Guérin
- Square Docteur-Hippolyte-Dayot
- Rue Docteur-Regnault
- Allée Docteur-Roger-Maruelle
- Allée du Docteur-Roger-Nouaille
- Rue Docteur-Roux
- Rue Docteur-Yves-Louvigné
- Rue Dolivet
- Rue Dom-Morice
- Rue de la Donelière
- Allée de Douarnenez
- Square du Douro
- Allée du Doyen-Alexandre-Lamache
- Allée Doyen-Antoine-Dupuis
- Avenue du Doyen-Collas
- Rue Doyen-Denis-Leroy
- Rue Doyen-Edmond-Durtelle-de-Saint-Sauveur
- Avenue Doyen-Roger-Houin
- Square Doyen-Yves-Milon
- Rue Doyens-Albert-et-Pierre-Bouzat
- Rue Duboys-des-Sauzais
- Rue au Duc
- Boulevard de la Duchesse-Anne
- Quai Duguay-Trouin
- Quai Dujardin
- Rue Dupont-des-Loges
- Rue Durafour
- Rue de la Dvina

### E
- Rue d'Échange
- Rue d'Écosse
- Rue des Ecotais
- Rue Edith-Cavell
- Allée Edith-Piaf
- Rue Edmond-Lailler
- Rue Edmond-Rostand
- Square Édouard-Herriot
- Rue Édouard-Jordan
- Rue Édouard-Le-Deuff
- Rue Édouard-Turquety
- Rue Édouard-Vaillant
- Rue Elisa-Mercoeur
- Rue Élise-Deroche
- Rue Elsa-Triolet
- Allée d'Elven
- Rue Émile-Bernard
- Rue Émile-Cochet
- Boulevard Émile-Combes
- Rue Émile-Drouillas
- Rue Émile-Souvestre
- Square Émile-Souvestre
- Quai Émile-Zola
- Allée Émile-Marie-Besnard
- Rue Émilienne-Moreau-Evrard
- Allée Emma-Herland
- Boulevard Emmanuel-Mounier
- Rue de l'Enchanteur-Merlin
- Place d'Erlangen
- Rue d'Erlangen
- Allée Ermengarde-d'Anjou
- Rue Ernest-Chéreau
- Rue Ernest-Hello
- Rue Ernest-Psichari
- Rue Ernest-Renan
- Rue Ernest-Rivière
- Rue d'Espagne
- Square d'Estonie
- Rue d'Estrées
- Allée d'Estremadure
- Square des États-Généraux
- Rue Étienne-Dolet
- Square Etienne-de-Fougères
- Square Étienne-Huard
- Square Étienne-Nicol
- Rue Étienne-Pinault
- Place Eugène-Aulnette
- Chemin Eugène-Bigot
- Allée Eugène-Delacroix
- Rue Eugène-Déprez
- Rue Eugène-Freyssinet
- Rue Eugène-Pottier
- Rue Eugène-Quessot
- Rue Eugène-Quinton
- Place de l'Europe
- Square de l'Europe
- Allée d'Evora
- Rue d'Exeter

### F
- Ruelle du Faux-Pont
- Rue de la Fée-Viviane
- Square de la Fée-Viviane
- Rue Ferdinand
- Rue Ferdinand-Buisson
- Rue Ferdinand-de-Lesseps
- Rue Ferdinand-Pelloutier
- Allée Fernand-Daucé
- Rue Fernand-Kerforne
- Square Fernand-Labori
- Rue Fernand-Robert
- Rue du Finistère
- Allée de Finlande
- Rue de Flandre
- Square de Flandre
- Allée Flora-Nwapa
- Allée Flora-Tristan
- Allée Florence-Arthaud
- Rue des Folies
- Rue de la Fonderie
- Rue des Fossés
- Rue de Fougères
- Avenue des Français-Libres
- Rue France-Perrot
- Rue de Franche-Comté
- Allée Francis-Charpentier
- Rue Francis-Mariotte
- Square Francis-Pellerin
- Rue Francisco-Ferrer
- Rue François-Bizette
- Rue François-Broussais
- Avenue François-Château
- Rue François-Duine
- Rue François-Elleviou
- Allée François-Jouannet
- Rue François-Lanno
- Allée François-Mauriac
- Rue François-Ménez
- Mail François-Mitterrand
- Rue François-Tanguy-Prigent
- Rue François-Vallée
- Square François-Alexis-Rio
- Rue François-Charles-Oberthur
- Rue François-Désiré-Roulin
- Rue Françoise-Élie
- Rue des Francs-Bourgeois
- Boulevard Franklin-Roosevelt
- Rue Franz-Heller
- Rue de la Frébardière
- Allée Frédéric-Chopin
- Rue Frédéric-Cournet
- Rue Frédéric-Le-Guyader
- Rue Frédéric-Mistral
- Rue Frédéric-Sacher
- Allée Frédéric-Saulnier
- Rue Frère-Henri
- Rue Frère-Salomon
- Rue des Frères-Blin
- Rue des Frères-Normand
- Rue Fréron

### G
- Rue Gabriel-Fauré
- Rue Gabriel-Germain
- Allée du Gacet
- Boulevard Gaëtan-Hervé
- Rue de Gaillon
- Square de Galicie
- Avenue du Gallet
- Rue Gambetta
- Rue des Gantelles
- Allée de la Garaye
- Place de la Gare
- Rue du Garigliano
- Rue Garin-Trousseboeuf
- Rue de Gascogne
- Square de Gascogne
- Rue du Gast
- Square du Gast
- Avenue Gaston-Berger
- Avenue Gaston-Monnerville
- Allée Gaston-Ramon
- Rue Gaston-Tardif
- Avenue des Gayeulles
- Square des Gayeulles
- Square Général-Aubrée
- Rue Général-Audibert
- Square du Général-Charles-Delestraint
- Square Général-Garnier-du-Plessix
- Avenue du Général-George-S.-Patton
- Place du Général-Giraud
- Square Général-Guy-Delfosse
- Square Général-John-S.-Wood
- Square Général-Koënig
- Avenue Général-Leclerc
- Rue Général-Margueritte
- Rue du Général-Maurice-Guillaudot
- Rue Général-Nicolet
- Allée de Genève
- Rue Geneviève-de-Gaulle-Anthonioz
- Rue Geneviève-d'Haucourt
- Allée Geoffroy-de-Pontblanc
- Rue George-Sand
- Place Georges-Bernanos
- Rue Georges-Bizet
- Rue Georges-Bourdais
- Rue Georges-Charpak
- Boulevard Georges-Clemenceau
- Rue Georges-Dottin
- Avenue Georges-Graff
- Allée Georges-de-La-Tour
- Rue Georges-Lechartier
- Rue Georges-Maillols
- Carrefour Georges-Nitsch
- Allée Georges-Palante
- Allée Georges-Perros
- Boulevard Georges-Pompidou
- Square Georges-Travers
- Avenue Georges-Henri-Rivière
- Rue Gérard-Philipe
- Square Germain-Gautier
- Rue Germain-François-Poullain-de-Sainte-Foix
- Avenue Germaine-Dulac
- Mail Germaine-Poinso-Chapuis
- Rue Gilles-Languedoc
- Rue Gina-Pane
- Rue Ginguené
- Rue Gisèle-Freund
- Square Giuseppe-Garibaldi
- Rue Glais-Bizoin
- Rue de la Godmondière
- Allée de Göteborg
- Rue Gounod
- Allée de la Goupillais
- Rue Gouverneur-Général-Félix-Éboué
- Rue du Gouverneur-Général-Yves-Châtel
- Route de la Grabotière
- Rue du Grand-Cordel
- Square du Grand-Placis
- Square de la Grande-Charbonnière
- Allée de la Grande-Treille
- Route de la Grasnière
- Avenue de Grèce
- Rue du Griffon
- Avenue de Grignan
- Square des Grisons
- Allée du Groënland
- Place du Gros-Chêne
- Rue du Gros-Chêne
- Avenue Gros-Malhon
- Rue de Guébriant
- Boulevard de la Guérinais
- Chemin de la Guérinais
- Allée de la Guérinière
- Rue du Guesclin
- Rue de la Guibourgère
- Allée de Guichen
- Chemin de la Guilbonnais
- Rue Guillaume-Lejean
- Rue Guillaume-Régnier
- Rue Guillotin-de-Corson
- Boulevard de Guines
- Rue Gurvand
- Rue Gustave-Charpentier
- Rue Gustave-Flaubert
- Rue Gustave-Toudouze
- Rue Gutenberg
- Rue Guy-Ropartz
- Avenue de Guyenne
- Square de Guyenne
- Rue Guynemer

### H
- Boulevard de la Haie-des-Cognets
- Rue Hamon
- Rue Hardouin-de-Chartres
- Allée des Hardriers
- Rue des Hardriers
- Rue de la Hatterie
- Square du Haut-Blosne
- Rue du Haut-Champeaux
- Square du Haut-Champeaux
- Avenue du Haut-Sancé
- Square des Hautes-Chalais
- Boulevard des Hautes-Ourmes
- Square des Hautes-Ourmes
- Rue Hector-Berlioz
- Rue Hélène-Boucher
- Rue Hélène-Duc
- Cours d'Helsinki
- Allée d'Hennebont
- Rue Henri-Bannetel
- Allée Henri-Bergson
- Rue Henri-Bougeard
- Allée Henri-Colas
- Rue Henri-Collignon
- Rue Henri-Delaborde
- Rue Henri-Dunant
- Avenue Henri-Fréville
- Allée Henri-Gardarein-Freytet
- Rue Henri-Le-Guilloux
- Rue Henri-Mabile
- Square Henri-Mabile
- Rue Henri-Monnerais
- Rue Henri-Sée
- Place Henri-Terrière
- Passage Henriette-Ragon
- Rue Henry-Dunant
- Square Henry-Dunant
- Rue de l'Hermine
- Rue Herminie-Prod'homme
- Rue de la Héronière
- Rue de la Herpe
- Rue Hersart-de-la-Villemarqué
- Rue Hippolyte-Lucas
- Rue Hippolyte-Vatar
- Place Hoche
- Rue Hoche
- Rue du Hoguet
- Rue de Hongrie
- Rue Honoré-de-Balzac
- Place Honoré-Commeurec
- Rue Honoré-d'Estienne-d'Orves
- Rue de l'Horloge
- Rue de l'Hôtel-Dieu
- Rue du Houx
- Rue de Hué
- Rue de la Huguenoterie
- Square du 8-Mai-1945
- Allée Hyacinte-Charles-Méaulle

### I
- Rue de l'Île-de-Sein
- Allée des Îles-Chausey
- Quai d'Ille-et-Rance
- Rue d'Inkermann
- Rue des Innocents
- Avenue d'Irlande
- Rue Isaac-Le-Chapelier
- Rue Isidore-Louveau
- Rue d'Isly
- Avenue d'Italie

### J
- Allée Jachet-de-Mantoue
- Rue Jack-Kerouac
- Avenue Jacqueline-de-Romilly
- Allée Jacques-Binet
- Allée Jacques-Brel
- Allée Jacques-Cartier
- Boulevard Jacques-Cartier
- Rue Jacques-Cassard
- Rue Jacques-Defermon-des-Chapelières
- Allée Jacques-Frimot
- Rue Jacques-Gabriel
- Rue Jacques-Léonard
- Square Jacques-Monod
- Rue Jacques-Offenbach
- Rue Jacques-Tarrière
- Allée Jacques-Marie-Glezen
- Allée Jacques-Noël-Sané
- Rue Jan-Palach
- Rue Jean-Boucher
- Rue Jean-Bras
- Rue Jean-Brulelou-dit-Brito
- Allée Jean-de-Coatanlem
- Rue Jean-Coquelin
- Rue Jean-Danet
- Rue Jean-Delourmel
- Rue Jean-Guéhenno
- Allée Jean-Guihery
- Rue Jean-Guy
- Rue Jean-Jaffres
- Avenue Jean-Janvier
- Rue Jean-Jaurès
- Rue Jean-Jouvenet
- Allée Jean-Langlais
- Rue Jean-Le-Hô
- Rue Jean-Le-Ny
- Rue Jean-Le-Rond-d'Alembert
- Rue Jean-Lemaistre
- Rue Jean-Macé
- Rue Jean-Malo-Renault
- Rue Jean-Marin
- Boulevard Jean-Mermoz
- Rue Jean-Milon
- Rue Jean-Monnet
- Rue Jean-Moulin
- Rue Jean-Nobilet
- Place Jean-Normand
- Rue Jean-Ogée
- Rue Jean-Perrin
- Rue Jean-Racine
- Rue Jean-Richepin
- Rue Jean-Sulivan
- Allée Jean-Terrien
- Allée Jean-Turmeau
- Rue Jean-Turmeau
- Allée Jean-de-la-Varende
- Rue Jean-Baptiste-Barré
- Rue Jean-Claude-Camors
- Rue Jean-François-Boursault
- Allée Jean-François-Le-Gonidec
- Rue Jean-François-Millet
- Allée Jean-Jacques-Audubon
- Rue Jean-Jacques-Kérourédan
- Square Jean-Jacques-Rousseau
- Rue Jean-Julien-Lemordant
- Rue Jean-Louis-Bertrand
- Rue Jean-Louis-Crémieux-Brilhac
- Rue Jean-Louis-Pindy
- Rue Jean-Marcel-Châtel
- Rue Jean-Marie-Duhamel
- Rue Jean-Marie-Huchet
- Allée Jean-Philippe-Rameau
- Rue Jean-Pierre-Calloc'h
- Allée Jean-Sébastien-Bach
- Boulevard Jeanne-d'Arc
- Passage Jeanne-Chauveau
- Place Jeanne-Chauvin
- Rue Jeanne-Couplan
- Allée Jeanne-Guillon
- Rue Jeanne-Jugan
- Place Jeanne-Laurent
- Rue Jeanne-Malivel
- Rue Jeannette-Guyot
- Rue de Jinan
- Avenue Jorge-Semprún
- Square Joseph-Arot
- Rue Joseph-Buret
- Rue Joseph-Durocher
- Allée Joseph-Gemain
- Rue Joseph-Gomet
- Rue Joseph-Lotte
- Rue Joseph-Martray
- Rue Joseph-Pontallié
- Allée Joseph-Quérard
- Rue Joseph-Sauveur
- Rue Joseph-Tortelier
- Rue Joseph-Turmel
- Rue Joseph-Vaillant
- Rue Josephine-Baker
- Square de Josselin
- Rue de Jouanet
- Carrefour Jouaust
- Rue Joüon-des-Longrais
- Rue de Juillet
- Rue Jules-Andrade
- Rue Jules-Bodin
- Avenue Jules-Ferry
- Rue Jules-Guesde
- Rue Jules-Lallemand
- Rue Jules-Lebrun
- Rue Jules-Maillard-de-la-Gournerie
- Avenue Jules-Maniez
- Rue Jules-Rieffel
- Rue Jules-Ronsin
- Rue Jules-Simon
- Rue Jules-Vallès
- Rue Jules-Verne
- Rue Julie-d'Angennes
- Esplanade Julie-Rose-Calve
- Rue Julien-Geoffroy
- Rue Julien-Offray-de-la-Mettrie
- Place Juliette-Gréco

### K
- Rue Kératry
- Allée Kerguelen
- Square de Kergus
- Rue Kerviler
- Rue Kléber
- Square de Koufra

### L
- Allée La Bruyère
- Rue de La Chalotais
- Rue La Fayette
- Rue La Fontaine
- Résidence La Grande-Thébaudais
- Rue La Pérouse
- Allée du Labrador
- Rue du Lac-Ladoga
- Rue du Lac-Onéga
- Rue Lafond
- Quai Lamartine
- Quai Lamennais
- Rue de la Lande-du-Breil
- Chemin du Landrel
- Place du Landrel
- Allée du Landry
- Allée de Lanester
- Avenue du Languedoc
- Rue Lanjuinais
- Allée de Lanvaux
- Allée du Lavais
- Rue Lavoisier
- Rue Le Bastard
- Rue Le Bouteiller
- Rue Le Brix
- Rue Le Coz
- Rue Le Dantec
- Square Le Gal-La Salle
- Rue Le Guen-de-Kerangal
- Rue Le Huérou
- Allée Le Roséno
- Rue Leconte-de-Lisle
- Rue Legraverend
- Rue Lenée
- Rue Lenoir
- Rue de Léon
- Rue Léon-Berthault
- Square Léon-Blum
- Boulevard Léon-Bourgeois
- Square Léon-Bourgeois
- Rue Léon-Étienne
- Boulevard Léon-Grimault
- Allée Léon-Harmel
- Square Léon-Jenouvrier
- Allée Léon-Le-Berre
- Rue Léon-Mury
- Rue Léon-Ricottier
- Rue Léonard-de-Vinci
- Allée Léonie-Chaptal
- Rue Leperdit
- Rue Lesage
- Rue de Lettonie
- Square de Lettonie
- Rue Levot
- Boulevard de la Liberté
- Place des Lices
- Allée Lieutenant-Roger-Le-Berre
- Rue Lieutenant-Colonel-Constant-Allain
- Rue Lieutenant-Colonel-Dubois
- Route de Lillion
- Rue du Limousin
- Rue Linné
- Rue Liothaud
- Cours de Lisbonne
- Allée de Lituanie
- Square de Lituanie
- Rue Lobineau
- Rue de Locmariaquer
- Square de Locminé
- Allée de Locronan
- Rue de Lodz
- Square de Londres
- Rue de la Longerais
- Rue des Longs-Prés
- Rue de Lorgeril
- Rue de Lorient
- Rue de Lorraine
- Rue Louis-Aragon
- Square Louis-Armand
- Rue Louis-Arretche
- Avenue Louis-Barthou
- Rue Louis-Blériot
- Rue Louis-Bossière
- Square Louis-Boulanger
- Rue Louis-Collet
- Rue Louis-Coquillet
- Rue Louis-Foucqueron
- Rue Louis-Garin
- Rue Louis-Gohier
- Rue Louis-Guilloux
- Square Louis-Harel-de-la-Noé
- Allée Louis-Hémon
- Rue Louis-Hémon
- Rue Louis-Joubin
- Square Louis-Jouvet
- Rue Louis-Kérautret-Botmel
- Square Louis-Massignon
- Square Louis-et-Maurice-de-Broglie
- Rue Louis-Mazan
- Rue du Louis-d'Or
- Rue Louis-Pétri
- Rue Louis-Postel
- Rue Louis-et-René-Moine
- Rue Louis-Rossel
- Rue Louis-Tiercelin
- Rue Louis-Turban
- Boulevard Louis-Volclair
- Rue Louis-Henri-Nicot
- Square Louis-Marie-Deschamps
- Rue Louise-de-Bettignies
- Mail Louise-Bourgeois
- Allée Louise-Weiss
- Rue de Louvain
- Rue de Lublin
- Allée de Lucerne
- Place Lucie-et-Raymond-Aubrac
- Place Lucien-Daniel
- Square Lucien-Rose
- Square Ludovic-Trarieux
- Allée Lulli
- Square du Luxembourg
- Rue Luzel
- Rue du Lyonnais
- Rue de la Lysagora

### M
- Rue de la Mabilais
- Square de Macédoine
- Rue Madame-du-Campfranc
- Rue Madeleine-Pelletier
- Boulevard Magenta
- Rue du Maine
- Place de la Mairie
- Rue Malaguti
- Rue Malakoff
- Rue Malherbe
- Allée de Malmoë
- Rue du Manoir-de-Servigné
- Rue Maquis-de-Saint-Marcel
- Rue de Marathon
- Rue de la Marbaudais
- Boulevard Marbeuf
- Allée Marbode
- Rue Marc-Sangnier
- Rue Marçais-Martin
- Rue Marceau
- Square Marcel-Bouget
- Square Marcel-Bozzuffi
- Rue Marcel-Brossier
- Rue Marcel-Callo
- Allée Marcel-Planiol
- Rue Marcel-Planiol
- Rue Marcel-Ponnavoy
- Rue Marcel-Sembat
- Allée Marcel-Viaud
- Rue Marcellin-Berthelot
- Place du Maréchal-Foch
- Rue Maréchal-Galliéni
- Rue Maréchal-Joffre
- Place Maréchal-Juin
- Boulevard du Maréchal-de-Lattre-de-Tassigny
- Rue du Maréchal-Lyautey
- Allée Marguerite-Duras
- Allée Marie-Berhaut
- Rue Marie-Dorval
- Rue Marie-de-France
- Place Marie-Marvingt
- Allée Marie-Noël
- Place Marie-Pape-Carpantier
- Rue Marie-Rouault
- Rue Marie-et-Simone-Alizon
- Allée Marion-du-Faouët
- Rue Martenot
- Rue Marteville
- Allée Marthe-Niel
- Rue Marthe-Simard
- Rue Martin-Feuillée
- Rue Massenet
- Square Massouah
- Allée des Matelouères
- Allée Mathurin-Hardy-de-La-Largère
- Rue Mathurin-Méheut
- Rue de Mauconseil
- Rue Mauduit-du-Plessix
- Route de la Maugerais
- Rue Maupertuis
- Allée de Maurepas
- Rue Maurice-Delahaye
- Rue Maurice-Fabre
- Rue Maurice-Hay
- Rue Maurice-Le-Lannou
- Allée Maurice-Noguès
- Rue Maurice-Prestaut
- Allée Maurice-Ravel
- Rue Max-Jacob
- Rue Maxime-Chauveau
- Square de Menou
- Allée Mère-Teresa
- Rue Meslé
- Square de la Mettrie
- Boulevard de Metz
- Rue Michel-Colomb
- Rue Michel-Gérard
- Rue Michel-Le-Nobletz
- Rue Michel-Servet
- Rue Michelet
- Rue Micheline-Ostermeyer
- Rue Mirabeau
- Rue Molière
- Rue Monge
- Rue de la Monnaie
- Rue Monseigneur-Duchesne
- Avenue Monseigneur-Mouézy
- Rue Monselet
- Rue Monsieur-Vincent
- Allée du Mont-Dol
- Allée Montabizé
- Rue Montaigne
- Place du Monténégro
- Rue de Montfort
- Avenue des Monts-d'Arrée
- Villa de Moravie
- Rue du Morbihan
- Rue Moreau-de-Jonnès
- Allée Morvan-Lebesque
- Contour de la Motte
- Rue de la Motte-Baril
- Rue de la Motte-Brûlon
- Rue de la Motte-au-Chancelier
- Rue de la Motte-au-Duc
- Rue de la Motte-Fablet
- Rue de la Motte-Gaulé
- Route de la Motte-Gauté
- Rue de la Motte-Picquet
- Rue Moulin-du-Comte
- Rue du Moulin-de-Joué
- Rue du Moulin-Saint-Martin
- Allée Mozart
- Rue des Munitionnettes

### N
- Allée Nadault-de-Buffon
- Rue Nadault-de-Buffon
- Rue Nantaise
- Rue de Nantes
- Square de Narvik
- Rue Nathalie-Lemel
- Rue Nationale
- Allée de Navarre
- Rue de Nemours
- Rue de la Néva
- Rue Nicolas-Joseph-Cugnot
- Rue de la Nida
- Square du Niémen
- Rue Nikola-Tesla
- Square de Nimègue
- Rue du Nivernais
- Square du Nivernais
- Rue Noël-Blayau
- Rue Noël-du-Fail
- Rue Nominoë
- Rue de Normandie
- Rue de Norvège
- Rue du Noyer
- Rue Nungesser-et-Coli

### O
- Rue Octave-Mirbeau
- Allée de l'Odet
- Rue Olivier-de-Serres
- Rue Olympe-de-Gouges
- Rue d'Oradour-sur-Glane
- Placis de l'Orléanais
- Rue d'Orléans
- Rue des Ormeaux
- Chemin des Ormes
- Boulevard Oscar-Leroux
- Square d'Oslo

### P
- Rue Pablo-Neruda
- Rue de la Paillette
- Rue de Paimpol
- Rue de la Paix
- Rue de la Palestine
- Rue du Papier-Timbré
- Rue Papu
- Rue du Parc
- Rue de la Parcheminerie
- Rue de Paris
- Place du Parlement-de-Bretagne
- Rue Parmentier
- Rue du Parnasse
- Place Pasteur
- Rue du Pâtis-Tatelin
- Rue Paul-Banéat
- Rue Paul-Bert
- Rue Paul-Bourget
- Allée Paul-Claudel
- Rue Paul-Féval
- Square Paul-Gauguin
- Boulevard Paul-Hutin-Desgrées
- Rue Paul-Langevin
- Rue Paul-le-Flem
- Rue Paul-Le-Tarouilly
- Rue Paul-Lerebourg-Pigeonnière
- Boulevard Paul-Painlevé
- Place Paul-Ricœur
- Rue Paul-Sébillot
- Allée Paul-Valéry
- Rue Paul-Louis-Courier
- Avenue des Pays-Bas
- Square Pedro-Florès
- Rue du Péloponèse
- Rue de Penhoët
- Allée de Penmarch
- Rue du Père-Bourdon
- Rue du Père-Grignion
- Rue Père-Janvier
- Rue Père-Joseph-Wresinski
- Rue du Père-Lebret
- Rue du Père-Maunoir
- Rue de la Perrière
- Rue Perrin-de-la-Touche
- Rue du Petit-Marteau
- Rue de la Petite-Touche
- Rue Philippe-Lebon
- Rue Philippe-Nordmann
- Rue de Picardie
- Rue Pierre-Abélard
- Rue Pierre-Amys
- Rue Pierre-Bellesculée
- Square Pierre-Brossolette
- Rue Pierre-Corbineau
- Rue Pierre-Corneille
- Allée Pierre-de-Coubertin
- Avenue Pierre-Donzelot
- Allée Pierre-Galle
- Rue Pierre-Gerbier
- Place Pierre-Gilles
- Rue Pierre-Gourdel
- Rue Pierre-Hevin
- Square Pierre-Jakez-Hélias
- Place Pierre-Landais
- Rue Pierre-Langlais-(Père-et-Fils)
- Rue Pierre-Le-Baud
- Square Pierre-Le-Damany
- Boulevard Pierre-Le-Moine
- Rue Pierre-Le-Tullier
- Rue Pierre-Lebellé
- Rue Pierre-Lefeuvre
- Rue Pierre-Legrand
- Rue Pierre-Loti
- Rue Pierre-et-Marie-Curie
- Rue Pierre-Martin
- Boulevard Pierre-Mendès-France
- Square Pierre-Merlat
- Rue Pierre-Nougaro
- Allée Pierre-Proudhon
- Rue Pierre-Roy
- Rue Pierre-Semard
- Allée Pierre-Tumoine
- Rue Pierre-Varin-de-la-Brunelière
- Rue Pierre-Henri-Teitgen
- Rue Pierre-Jean-Gineste
- Rue Pierre-Joseph-Colin
- Allée du Pigeon-Blanc
- Rue de la Pilica
- Rue de la Piquetière
- Rue de Piré
- Rue de Plaisance
- Rue des Planches
- Rue des Plantes
- Rue du Plateau-Dogon
- Rue de Plélo
- Rue Pointeau-du-Ronceray
- Rue du Poirier-Nivet
- Square du Poitou
- Rue des Polieux
- Avenue de Pologne
- Square de Poméranie
- Rue de la Pompe
- Rue Pongérard
- Rue Pont-aux-Foulons
- Allée de Pont-Aven
- Allée de Pont-l'Abbé
- Rue du Pont-Lagot
- Allée de Pontivy
- Rue Porcon-de-la-Barbinais
- Rue de Port-Navalo
- Allée de Port-Louis
- Rue des Portes-Mordelaises
- Boulevard du Portugal
- Rue de Posnanie
- Rue Postuminus
- Rue de la Poterie
- Rue Poullain-Duparc
- Rue Poullart-des-Places
- Place de Prague
- Allée de la Prairie-Neuve
- Rue du Pré-du-Bois
- Rue du Pré-Botté
- Rue du Pré-de-Bris
- Rue du Pré-Garel
- Rue du Pré-du-Mail
- Chemin du Pré-Namet
- Rue du Pré-Perché
- Avenue de la Préfecture
- Cours Président-John-Fitzgerald-Kennedy
- Route des Pressoirs
- Chemin de la Prévalaye
- Quai de la Prévalaye
- Rue de Primauguet
- Avenue du Professeur-Charles-Foulon
- Allée du Professeur-Émile-Morice
- Rue du Professeur-Jean-Pecker
- Avenue du Professeur-Léon-Bernard
- Square Professeur-Louis-Antoine
- Rue Professeur-Pierre-Poumier
- Rue des Professeurs-Alphonse-et-Abel-Pellé
- Rue Prosper-Proux
- Square de Provence
- Rue de la Psalette
- Rue du Puits-Jacob
- Rue du Puits-Mauger
- Allée Puvis-de-Chavannes

### Q
- Avenue du 41e-Régiment-d'Infanterie
- Rue du 4-Août-1944
- Rue du 410e-Régiment-d'Infanterie
- Rue de la 87e-Division-Territoriale
- Rue du Quercy
- Allée de Quiberon
- Rue de Quimper
- Rue de Quineleu
- Rue de la Quintaine

### R
- Rue Rabelais
- Allée Rallier-du-Baty
- Rue Rallier-du-Baty
- Square de la Rance
- Rue Raoul-Anthony
- Rue Raoul-Dautry
- Rue Raoul-Ponchon
- Rue Rapatel
- Cours Raphaël-Binet
- Square Raymond-Aron
- Allée Raymond-Cornon
- Rue Raymond-Hermer
- Boulevard Raymond-Poincaré
- Allée Raymond-Rouault
- Rue Raymonde-Foreville
- Place Recteur-Henri-Le-Moal
- Rue du Recteur-Paul-Henry
- Rue Recteur-Robert-Tréhin
- Rue de Redon
- Allée René-Bazin
- Rue René-Brice
- Square René-Cassin
- Rue René-Collin
- Square René-Coty
- Rue René-Desfontaines
- Rue René-Dumont
- Allée René-Hirel
- Boulevard René-Laënnec
- Square René-Le-Bourdelles
- Rue René-Madec
- Rue René-Marcille
- Allée René-Perrault
- Allée René-Piguel
- Square René-Pleven
- Rue René-Louis-Gallouédec
- Rue René-Yves-Creston
- Rue Renée-Prévert
- Place de la République
- Rue de la Retardais
- Rue du Révérend-Père-Chaillet
- Rue de Riaval
- Allée Richard-Wagner
- Rue Richard-Lenoir
- Rue de la Richardière
- Quai de Richemont
- Rue de Riga
- Allée Rimbaud
- Rue Robelin
- Rue de la Roberdière
- Rue Robert-d'Arbrissel
- Square Robert-Baden-Powell
- Rue Robert-Chevrier
- Rue Robert-Duvivier
- Mail Robert-Merle
- Rue Robert-Rême
- Rue de Robien
- Rue Robin-Foucquet
- Quai Robinot-de-Saint-Cyr
- Rue Robiquet
- Boulevard de la Robiquette
- Allée de Rochester
- Avenue de Rochester
- Rue Roger-Chevrel
- Allée Roger-Le-Poulennec
- Rue Roger-Henri-Guerrand
- Rue Roger-Marvaise
- Rue de Rohan
- Square du Roi-Arthur
- Rue Roland-Doré
- Square Roland-Garros
- Allée Romain-Rolland
- Place du Ronceray
- Chemin de Ronde
- Rue Ronsard
- Rue Rose-Valland
- Rue Rossini
- Place de la Rotonde
- Rue de Roumanie
- Rue du Roussillon

### S
Rue du 7e-d'Artillerie
- Place de Serbie
- Rue du Sergent-Guihard
- Avenue Sergent-Maginot
- Rue de la Serpette
- Square de Sétif
- Square de Setubal
- Rue de Sevailles
- Square Séverine
- Boulevard de Sévigné
- Place Simone-de-Beauvoir
- Square Simone-et-Jacques-de-Bollardière
- Square Simone-Morand
- Allée Simone-Weil
- Avenue Sir-Winston-Churchill
- Rue Sirodot
- Square de Slovaquie
- Square Sœur-Emmanuelle
- Square de Sofia
- Boulevard Solférino
- Rue Sophie-Michel
- Rue du Sous-Lieutenant-Fournier
- Rue du Sous-Lieutenant-Lay
- Rue du Sous-Lieutenant-Pochard
- Rue du Sous-Lieutenant-Yves-Berger
- Place du Souvenir
- Place du Souvenir-Français
- Square de Stalingrad
- Square de Stockholm
- Boulevard de Strasbourg
- Rue de Suède
- Rue de Suisse
- Rue Sully-Prudhomme
- Rue Surcouf
- Rue Sylvie-Béguin

### T
- Allée du Tage
- Rue de la Tamise
- Rue des Tanneurs
- Square de Tanouarn
- Rue des Tatras
- Chemin de la Taupinais
- Rue de la Taurellerie
- Rue de la Tauvrais
- Square de Terre-Neuve
- Route de Tesgués
- Rue du Thabor
- Galerie du Théâtre
- Galeries du Théâtre
- Rue Théodore-Botrel
- Rue Théodule-Ribot
- Rue Théophile-Briant
- Rue Théophile-Busnel
- Place Thérèse-Pierre
- Rue Thiers
- Rue Thomas-Connecte
- Allée de Tilsit
- Route de Tixue
- Chemin de Torigné
- Place de Torigné
- Rue Toullier
- Rue Toulmouche
- Rue de Toulouse
- Boulevard de la Tour-d'Auvergne
- Allée de Touraine
- Avenue de la Touraudais
- Rue Tournemine
- Square de Transylvanie
- Rue de Trégain
- Allée de Trégastel
- Passage du Trégor
- Rue de la Tremblaie
- Rue des Trente
- Place de la Trinité
- Rue Tristan-Corbière
- Boulevard des Trois-Croix
- Rue Tronjolly
- Ruelle de la Tuilerie

### U
- Rue d'Uppsala

### V
- Allée Valentin-Guillerm
- Rue Vaneau
- Allée de Varsovie
- Square de Varsovie
- Rue Vasselot
- Rue du Vau-Saint-Germain
- Square Vercingétorix
- Boulevard de Verdun
- Rue du Verger
- Allée du Verger-Thébault
- Allée Verlaine
- Rue de Vern
- Rue des Veyettes
- Rue de Vezin
- Rue de Viarmes
- Rue Victor-Boner
- Allée Victor-Grignard
- Rue Victor-Hugo
- Rue Victor-et-Ilona-Basch
- Rue Victor-Janton
- Rue Victor-Le-Gorgeu
- Rue Victor-Louviot
- Rue Victor-Rault
- Rue Victor-Schœlcher
- Rue Victor-Ségalen
- Rue du Vieux-Cours
- Boulevard Villebois-Mareuil
- Rue de Villeneuve
- Rue Villiers-de-L'Isle-Adam
- Allée de Vilna
- Rue de Vincennes
- Rue Vincent-Auriol
- Allée Vincent-d'Indy
- Rue du 21-Juillet-1954
- Rue de la Visitation
- Avenue de la Vistule
- Boulevard de Vitré
- Rue de la Volga
- Boulevard Volney
- Villa Volney
- Boulevard Voltaire
- Rue de Vouziers

### W
- Rue Waldeck-Rousseau
- Rue de la Warta
- Allée William-Loth

### X
- Rue Xavier-Grall
- Rue Xavier-de-Langlais

### Y
- Rue Yan-Dargent
- Rue Yann-Sohier
- Square Yannick-Frémin
- Boulevard de Yougoslavie
- Boulevard de l'Yser
- Rue Yves-Guyot
- Square Yves-Le-Bitous
- Square Yves-Le-Febvre
- Square Yves-Le-Moine
- Rue Yves-Mayeuc
- Square Yves-Monnier
- Square Yves-Montand
- Rue Yves-Noël
- Rue Yvonne-Jean-Haffen
- Rue Yvonnick-Laurent

### Z
- Rue Zacharie-Roussin
- Rue Zenaïde-Fleuriot